# Babajide David
Babajide David Akintola (Oyo, 13 gennaio 1996) è un calciatore nigeriano, attaccante dell'Hull City.

## Carriera

### Club
Prodotto delle giovanili dell'Ebedei, a novembre 2014 è stato tesserato dai danesi del Midtjylland. Il 25 ottobre 2015 ha esordito in Superligaen, subentrando a Mikkel Duelund nella sconfitta per 2-1 maturata sul campo del Brøndby.
Nella sessione di mercato invernale della stagione 2015-2016, è passato al Thisted con la formula del prestito. Al termine dell'annata ha fatto ritorno al Midtjylland, per essere ceduto con la medesima formula ai norvegesi del Jerv in data 28 marzo 2017, fino al successivo 30 giugno: il giocatore ha scelto la maglia numero 13.
Ha esordito in 1. divisjon in data 2 aprile, schierato titolare nel pareggio per 1-1 maturato sul campo del Florø. Il 5 luglio, il prestito di Akintola è stato prolungato sino al termine della stagione. Il 6 agosto 2017 sono arrivate le prime reti in campionato, con una doppietta che ha sancito il 2-0 sul Fredrikstad.
Tornato al Midtjylland per fine prestito, il 15 febbraio 2018 è passato all'Haugesund, sempre a titolo temporaneo. Ha giocato la prima partita in Eliteserien l'11 marzo, schierato titolare nella vittoria per 1-2 in casa dell'Odd. L'8 aprile è arrivato il primo gol nella massima divisione norvegese, nel pareggio per 1-1 contro il Sarpsborg 08.
Il 6 febbraio 2019 è passato al Rosenborg, ancora in prestito. Ha debuttato con questa casacca il 31 marzo, schierato titolare nella sconfitta per 2-0 arrivata in casa del Bodø/Glimt.

## Statistiche

### Presenze e reti nei club
Statistiche aggiornate al 27 agosto 2019.
| Stagione           | Club               | Campionato         | Campionato | Campionato | Coppe nazionali | Coppe nazionali | Coppe nazionali | Coppe continentali | Coppe continentali | Coppe continentali | Supercoppe | Supercoppe | Supercoppe | Totale | Totale |
| Stagione           | Club               | Comp               | Pres       | Reti       | Comp            | Pres            | Reti            | Comp               | Pres               | Reti               | Comp       | Pres       | Reti       | Pres   | Reti   |
| ------------------ | ------------------ | ------------------ | ---------- | ---------- | --------------- | --------------- | --------------- | ------------------ | ------------------ | ------------------ | ---------- | ---------- | ---------- | ------ | ------ |
| 2015-gen. 2016     | Midtjylland        | SL                 | 1          | 0          | CD              | 1               | 0               | UEL                | 0                  | 0                  | -          | -          | -          | 1      | 0      |
| gen.-giu. 2016     | Thisted            | 2D                 | ?          | ?          | CD              | -               | -               | -                  | -                  | -                  | -          | -          | -          | ?      | ?      |
| 2016-mar. 2017     | Midtjylland        | SL                 | 0          | 0          | CD              | 1               | 0               | -                  | -                  | -                  | -          | -          | -          | 1      | 0      |
| Totale Midtjylland | Totale Midtjylland | Totale Midtjylland | 1          | 0          |                 | 2               | 0               |                    | 0                  | 0                  |            | -          | -          | 3      | 0      |
| 2017               | Jerv               | 1D                 | 24         | 8          | CN              | 3               | 1               | -                  | -                  | -                  | -          | -          | -          | 27     | 9      |
| 2018               | Haugesund          | ES                 | 30         | 9          | CN              | 4               | 0               | -                  | -                  | -                  | -          | -          | -          | 34     | 9      |
| 2019               | Rosenborg          | ES                 | 14         | 2          | CN              | 4               | 2               | UCL                | 8                  | 2                  | -          | -          | -          | 26     | 6      |
| Totale             | Totale             | Totale             | 69+        | 19+        |                 | 13              | 3               |                    | 8                  | 2                  |            | -          | -          | 90+    | 24+    |